# Christopher Columbus Augur
Christopher Columbus Augur (10 juillet 1821 - 16 janvier 1898) est un officier américain, plus connu pour son rôle lors de la guerre de Sécession. Bien que moins connu que d'autres commandants de l'Union, il est néanmoins considéré comme un commandant compétent sur le champ de bataille.

## Avant la guerre
Augur naît à Kendall (New York). Il part avec sa famille dans le Michigan et entre à West Point en 1839. À la suite de son diplôme en 1843, Augur sert en tant qu'aide de camp des généraux Hopping (en) et Cushing pendant la guerre américano-mexicaine. Toutefois, il est transféré à New York pour des raisons de santé en juillet 1846. Lorsqu'il arrive dans cette ville son état de santé, toujours dégradé, l'exempte du service de recrutement. Il reprend le service le 8 avril 1847 en tant qu'aide de camp du général E.D. Hopping.
Pendant les années 1850, il prend une part active dans les campagnes sur la frontière de l'ouest contre les tribus Yakamas et Rogue River du Washington, et en 1856, contre les Amérindiens de l'Oregon. En Oregon, il est responsable de la construction du fort Hoskins dans la Kings Valley.

## Guerre de Sécession
Au déclenchement de la guerre de Sécession, Augur sert en tant que commandant des cadets de West Point. Nommé brigadier général des volontaires en 1861, il commande une brigade sous les ordres d'Irvin McDowell lors des premiers jours de la guerre.
Il participe sous les ordres du général Banks à la campagne de la vallée de la Shenandoah contre le général confédéré « Stonewall » Jackson. Il est sévèrement blessé à Cedar Mountain en août 1862 pendant qu'il mène une division sous le commandement du major général Nathaniel Banks. Il est nommé major général par le président Abraham Lincoln le 14 novembre 1862 avec une date de prise de rang au 9 août 1862. Le président Lincoln a soumis trois fois la nomination avant que le sénat des États-Unis la confirme le 10 mars 1863.
Banks demande qu'Augur vienne en Louisiane. Ensuite, Augur commande une division de l'armée du Golfe pendant le siège de Port Hudson. pendant tout la matinée, Augur fait mettre sa division en ordre de marche dans l'attente de l'ordre de Banks d'avancer. Mais, ce dernier qui attend le bruit des coups de feu de la division de Sherman ne donne pas cet ordre, maintenant la division d'Augur en position. Finalement la division ne participera qu'à la dernière attaque de la journée, une fois que la division de Sherman aura commencé à avancer. À l'issue du siège, il souffre de diarrhées et de la dysenterie et est absent jusqu'à la fin d'août, date à laquelle il est affecté à Washington. Il préside alors une commission militaire.
Il commande le XXIIe corps et le département de Washington (1863-1866), terminant la guerre avec des états de service exemplaires.

## Après la guerre
Il est nommé colonel du 12th U.S. Infantry en mars 1866. Après la guerre, Augur commandera aussi les départements de la Platte (en) (1867–1871), du Texas (en) (1871–1875, 1881-1883), du Golfe (1875–1878), et du Sud (1878-1880).
Il joue un rôle majeur dans les négociations des traités de Medicine Lodge en 1867 et de Fort Laramie en 1868. Il est promu brigadier général de l'armée régulière en 1869.
Il dirige la division militaire du Missouri (en) de 1883 à 1885. Un fort dans le territoire du Wyoming est brièvement baptisé fort Augur en son honneur. En 1885, il prend sa retraite de l'armée avec le grade de brigadier général.
Il est membre de l'Aztec Club de 1847, de l'ordre militaire de la légion loyale des États-Unis et de l'ordre militaire des guerres étrangères (en).
Le général Augur meurt à Georgetown (Washington), et est enterré dans le cimetière national d'Arlington.